# Аннали Математики
Аннали Математики (The Annals of Mathematics) — математичний журнал, що видається кожні два місяці Принстонським університетом та Інститутом перспективних досліджень.

## Історія
Журнал був заснований під назвою «Аналітик» у 1874 році з Джоелом Е. Гендріксом як головним редактором-засновником. Він «мав на меті забезпечити середовище для представлення та аналізу будь-яких питань, що становлять інтерес або є важливими для чистої та прикладної математики, зокрема, всіх нових і цікавих відкриттів у теоретичній та практичній астрономії, філософії механіки та інженерії». Журнал видавався в Де-Мойні, штат Айова, і був найпершим американським математичним журналом, який виходив безперервно більше одного-двох років. Це втілення журналу припинило публікацію після десятого року, в 1883 році, пояснюючи це погіршенням здоров'я Гендрікса, але Гендрікс домовився про передачу журналу новому керівництву, і він продовжив виходити з березня 1884 року під назвою «Аннали математики». Нове втілення журналу редагував Ормонд Стоун (Університет Вірджинії). У 1899 році журнал переїхав до Гарварду, а в 1911 році переїхав до Прінстона.
Важливим періодом для журналу були 1928—1958 роки, коли його редактором був Соломон Лефшец. За цей час він став все більш відомим і шанованим журналом. [Його підйом, у свою чергу, стимулював американську математику. [Норман Стинрод (Norman Steenrod) так охарактеризував вплив Лефшеца на посаді редактора: «Важливість першокласного журналу для американських математиків полягає в тому, що він встановлює високі стандарти, до яких вони повинні прагнути. У такий дещо опосередкований спосіб Лефшец глибоко вплинув на розвиток математики в Сполучених Штатах».
Принстонський університет продовжував видавати «Аннали» самостійно до 1933 року, коли Інститут перспективних досліджень взяв на себе спільний редакційний контроль. З 1998 року, поряд із звичайним друкованим виданням, «Аннали» виходять в електронному вигляді. Електронне видання було доступне безкоштовно, як журнал з відкритим доступом, але з 2008 року це вже не так. Випуски до 2003 року були перенесені до платного архіву JSTOR, а статті не є вільно доступними до 5 років після публікації.

## Редакція
Нинішніми (станом на жовтень 2022 року) редакторами «Анналів математики» є Гельмут Хофер, Нік Кац, Сергій Клайнерман, Фернандо Кода Маркес, Ассаф Наор, Петер Сарнак і Золтан Сабо (всі, крім Гельмута Хофера, з Прінстонського університету, причому Хофер є професором Інституту перспективних досліджень, а Петер Сарнак також є професором там же за сумісництвом).

## Реферування та індексування
Журнал реферується та індексується в Science Citation Index, Current Contents/Physical, Chemical & Earth Sciences та Scopus. Згідно з Journal Citation Reports, імпакт-фактор журналу на 2020 рік становить 5,246, що ставить його на третє місце серед 330 журналів у категорії «Математика».